# San Gregorio Macapexco
San Gregorio Macapexco är en ort i kommunen Morelos i delstaten Mexiko i Mexiko. Samhället hade 984 invånare vid folkräkningen år 2020.